# Повільний вальс
Повільний (англійський) вальс — бальний танець європейської програми. Танцюється на 3/4. Як правило, на кожен такт доводиться три кроки. При русі вперед перший крок найбільшою мірою визначає довжину переміщення за даний такт, другий — кут повороту, третій — допоміжний, зміна вільної ноги, тобто перенесення центру ваги тіла.

## Історія вальсу
Поява вальсу відноситься до 70-х років XVIII століття. Своїм народженням вальс зобов'язаний багатьом танцям різних народів Європи. Коріння його знаходиться в популярному для свого часу танці «матеник» і його різновиди «фуріанте», що виконуються на святах в чеському селі, у французькому танці «вольт» і, нарешті, в австрійському «ліндлері», найближчому до вальсу з його попередників. У результаті розвитку музичної форми вальсу на початку XX століття в 20-х роках в Англії з’явилися нові танці: вальс-бостон і повільний вальс. Вони і стали батьками сучасного конкурсного повільного вальсу.

## Положення в парі
Положення в парі для вальсу таке ж, як в інших танцях європейської програми: у нижній частині тіла відстань між партнером і партнеркою мінімальна, вище партнерка створює шейп, завдання партнера — створити умови для партнерки, в яких вона може рухатися. Крім того, партнерка повинна бути зміщена вправо щодо партнера для виконання так званого «правого» вальсу, тобто вальсу, в якому черговий такт починається з кроку правою ногою.

## Кроки повільного вальсу
Розглянемо повільний вальс з точки зору партнера, який починає обличчям по напрямку танцю. Перший крок виконується «з каблука», з деяким поворотом ступні управо (для «правого» вальсу). Залежно від необхідності цей крок може бути різним по довжині. Другий крок полягає в «обході» навколо партнерки, його складність багато в чому залежить від того, на який кут пара обернулася за перший крок, оскільки сумарний кут повинен скласти близько 180 градусів. Другий крок, крім того, виконується з підняттям щодо останніх кроків. Третій крок — приставлення вільної ноги.
Рух назад починається з кроку назад лівою ногою. У цей час партнерка виконує вищеописаний крок з правої ноги вперед. Перший крок другого такту повинен відповідати кроку партнерки і навпаки. Другий крок другого такту залежно від досвідченості танцюючих і конкретного завдання може бути невеликим або навпаки широким, але, так чи інакше, за цей крок необхідно здійснити поворот до 180 градусів, тобто завершити повний оборот пари. Третій крок — знову приставлення ноги.

## Характеристика вальсу
Рух: Свінговий, М'який, Плавний, По колу, Маятниковий. Настрій: Чуттєвий, Романтичний, Сумний, Ліричний. Почуття в танці: Знайомство, Любов, Ніжність, Смуток. Колір: Теплий, М'який. Музичний розмір: 3 / 4. Тактів за хвилину: 29-30. Акцент: на 1 удар. Змагання: 1,5–2 хвилини. Підйом і Зниження: Починається підйом в кінці 1, триває підйом на 2 і 3, зниження в кінці 3.

## Особливості виконання усіх вальсів
1. Перший крок першого такту повинен виконуватися не поза ногами партнерки, що йде назад, а між, оскільки таке виконання дозволяє найефективніше зробити поворот.
2. У загальному випадку різниця між рухами партнера і партнерки складає один такт, тобто коли партнер виконує рухи першого такту, партнерка танцює другий такт і навпаки. Виняток — так званий фігурний вальс, в якому можуть бути різні додаткові фігури.

## Школи бальних танців
http://www.parta.com.ua/ukr/sport_courses/dances/ballroom/kiev/